# Indoor Speedway
Indoor Speedway is een speedway-wedstrijd met motorfietsen die in een hal wordt gereden, bijvoorbeeld tijdens het Veronica Motorsport Gala in Ahoy (Rotterdam).
Indoor speedway wordt minder vaak georganiseerd dan bijvoorbeeld indoor trial of indoor cross omdat speedway minder populair is. Een nadeel van motorsport in een hal, met name een snelheidssport als speedway, is dat de uitlaatgassen niet goed kunnen worden afgevoerd.